# Froggattiella inusitata
Froggattiella inusitata är en insektsart som först beskrevs av Green 1896.  Froggattiella inusitata ingår i släktet Froggattiella och familjen pansarsköldlöss. Inga underarter finns listade i Catalogue of Life.